# Евангелие о жребии Марии
Ева́нгелие о жре́бии Мари́и — новозаветный апокриф V—VI веков на коптском языке, представляющий собой книгу для гадания.

## История
Считается, что книга могла использоваться в храме святого Коллуфуса.
Книга была передана в 1984 году в Музей Артура Саклера Гарвардского университета Беатрис Келекьян — вдовой Чарльза Дикрана Келекьяна, чей отец Дикран Келекьян был известным коллекционером произведений искусства.
Размеры составляют 7,5 сантиметров в длину и 6,9 сантиметров в ширину и примерно равны ширине женской ладони.

## Содержание
Название книги связано с тем, что во вступлении есть следующие слова:
Евангелие о жребии Марии, матери Господа нашего Иисуса Христа, той, кому архангел Гавриил принёс благую весть. Тот, кто будет идти вперёд с открытым сердцем, тот получит то, что он ищет. Лишь не следует пребывать в двух раздумьях.
 Несмотря на название, в тексте очень мало говорится о Христе.

Книга использовалась в гадательных целях и представляет собой текст, содержащий 37 пророчеств на 160 страницах, написанных на разворотах пергамента. Так, примером для гадания мог служить следующий текст:
Ты знаешь, о человек, что сделаешь всё возможное снова. Ты не обрёл ничего, но лишь потери, смуту и войну. Но если ты будешь чуть терпеливее, то будешь тем не менее благоденствовать через Бога Авраама, Исаака и Иакова.
 А другой гласит:
Перестань пребывать в двух раздумьях, о человек, сбудется желаемое или нет. Да, оно сбудется! Будь смел и не пребывай в двух раздумьях. Ведь это останется с тобой надолго и ты обретёшь радость и счастье.

## Оценки
Религиовед, профессор Принстонского университета Анна-Мария Лёйендейк в своём исследовании апокрифа отмечала:
Когда я начала расшифровку рукописи и наткнулась на слово «евангелие» в первой строке, я ожидала прочитать повествование о жизни и смерти Иисуса, как оно излагается в канонических евангелиях, или собрание изречений, подобных Евангелию от Фомы (неканонический текст). […] текст обращается к лишениям, страданиям и насилию, а временами выступает с грозными предзнаменованиями. В целом, однако, преобладает положительный взгляд.Оригинальный текст (англ.)When I began deciphering the manuscript and encountered the word 'gospel' in the opening line, I expected to read a narrative about the life and death of Jesus as the canonical gospels present, or a collection of sayings similar to the Gospel of Thomas (a non-canonical text). [...] the text refers to hardships, suffering and violence, and occasionally one finds a threat. On the whole, however, a positive outlet prevails.

По мнению Лёйендейк, слово «евангелие» в названии использовано в первоначальном смысле — «благая весть». В интервью LiveScience она сказала:
Тот факт, что книга носит такое название, очень значим. Для меня это было показателем, что оно как-то связано с тем, как люди обращались к ней, а также о том, что воспринималось как положительные новости. В некотором смысле никто из желающих заглянуть в будущее не хочет узнать о чём-то плохом.Оригинальный текст (англ.)The fact that this book is called that way is very significant. To me, it also really indicated that it had something to do [with] how people would consult it and also about being [seen] as good news. Nobody who wants to know the future wants to hear bad news in a sense.